# 札幌医科大学の人物一覧
札幌医科大学の人物一覧は札幌医科大学に関係する人物の一覧記事。

## 関係者

### 医療・医学者
- 太田博昭 – 精神科医。「パリ症候群」を発案
- 北山修 - 精神科医、ミュージシャン。九州大学名誉教授。白鷗大学学長
- 鈴木隆雄 - 桜美林大学教授
- 中川俊男 - 第20代日本医師会会長
- 豊田実 - 札幌医科大学教授
- 矢谷令子 - 元札幌医科大保健医療学部教授、元日本作業療法士協会長
- 和田寿郎 - 心臓血管外科医（第二外科元教授）
- 高田純 - 物理学者。「放射線防護情報センター」（自身の作った任意団体）代表
- 三木毅 - 医療経済学者。元旭川大学学長
- 秋野豊明 - 元札幌医科大学学長。医療法人渓仁会理事長
- 谷内昭 - 元札幌医科大学学長。消化器ガンの研究
- 島本和明 - 日本医療大学総長
- 今井浩三 - 札幌医科大学名誉教授、東京大学医科学研究所附属病院第19代病院長、元札幌医科大学学長
- 傳野隆一 - 日本医療大学学長
- 武川睦寛 - 東京大学医科学研究所副所長・教授
- 土肥修司 - 元岐阜大学教授
- 山本悦秀 - 金沢大学名誉教授、元日本口腔腫瘍学会理事長
- 山本尚子 - 国際医療福祉大学教授、元世界保健機関事務局長補、元厚生労働省大臣官房総括審議官

### 政界
- 風間昶 - 元参議院議員（公明党所属）
- 伊達忠一 - 元参議院議員（自民党所属）

### 文学
- 渡辺淳一 - 小説家（直木賞受賞作家）
- 河邨文一郎 - 詩人、整形外科医（整形外科元教授）

### その他
- 吉崎栄泰 - 医師。ファイル圧縮プログラムLHAの作者としても知られる。
- 樺沢紫苑 - 精神科医で映画評論家、作家、YouTuber。
- 竹野留里 - 歌手、作業療法士、YouTuber。